# Динко Иванов
Динко Спасов Иванов е български бригаден генерал и военен пилот.  

## Биография
От 1972 до 1977 г. Висшето народно военновъздушно училище в Долна Митрополия. От 1977 до 1979 г. е втори пилот, а от 1979 до 1980 г. е командир на екипаж. 
Между 1981 и 1985 г. е командир на звено, а от 1987 до 1992 г. е заместник-командир на ескадрила. 
През 1987 г. завършва Военната академия в София. В периода 1993 – 1995 г. е командир на ескадрила. От 1995 до 1996 г. учи в Генералщабен колеж в САЩ. От 1996 до 1998 г. е инспектор в 24-та вертолетна авиобаза. След това до 1999 г. е заместник-командир на базата. 
На 7 юли 2000 г. е назначен за командир на 24-та вертолетна авиационна база. На 26 април 2002 г. е удостоен с висше военно звание бригаден генерал. На 25 април 2003 г. е освободен от длъжността командир на 24-та вертолетна авиационна база и от кадрова военна служба.
След това до 2007 г. е изпълнителен директор на „Интер Еър“ ЕАД. Бил е и мениджър по развитието за американската компания EODT в Ирак  в периода 2008–2009 г.
Член е на управителния съвет на СОРА.

## Военни звания
- Лейтенант (1977)
- Бригаден генерал (26 април 2002)